# 湖南湘军足球俱乐部2004赛季
2004赛季是湖南湘军（湖南湘涛前身）征战中国足球职业联赛的第1年。该赛季球队曾因最初的强势而被普遍认为是冲超热门，但因为各种问题导致其最终为保级而战。

## 赛季介绍
2003年，重庆力帆在末代甲A联赛中不幸降级，为了使自己保留参加中国顶级联赛的资格，转购了原云南红塔的中超参赛资格以及一线队，并同时向湖南省出售自己原来的球队。2004年1月，湖南省科力远集团下属公司湖南威远实业有限公司与重庆力帆足球俱乐部达成了转让协议，湖南以接近2000万人民币的价格将球队买下，组队参加2004年的中甲联赛。至此，湖南省在告别中国职业足球近十年后终于重回中国职业足坛。最初球队的命名为湖南科力足球俱乐部，并将当时的湖南五强虹道和益阳科力远两家中乙俱乐部合并，1月15日，湖南湘军足球俱乐部正式宣告成立，成为中国足球甲级联赛始创球队之一。成立最初的湘军实力不俗，主教练由朱波担任，保留了重庆力帆的阵容班底，拥有包括符宾在内的著名球员，是当年中甲联赛的热门球队之一，同时为锻炼年轻球员，也曾组织其梯队以香雪湘军的名义参加香港足球联赛。但球队却并没有打出让球迷满意的成绩，加之俱乐部的管理不善，最后却不得不以保级为目标而苦战。最后，一路磕磕碰碰的球队终于在中甲联赛最后一轮，通过与大连长波的“默契球”勉强保级成功，但是俱乐部的经营情况却一蹶不振，拖欠下了诸多球员的薪水，以及贺龙体育场的巨额场租费。

## 球员名单
註釋：國旗表示球員在國際足聯資格規則定義的國家隊。球員可能擁有一個以上非國際足聯國籍。
| 號碼 |          | 位置 | 球員   |
| ---- | -------- | ---- | ------ |
| 1    | 中国     | 门将 | 符宾   |
| 2    | 中国     |      | 王华   |
| 3    | 中国     |      | 邱卫国 |
| 4    | 中国     |      | 刘劲彪 |
| 5    | 中国     |      | 陈渝   |
| 6    | 中国     |      | 夏青   |
| 7    | 塞尔维亚 |      | 史尔江 |
| 8    | 中国     |      | 顾闯   |
| 9    | 中国     |      | 孙晓东 |
| 10   | 巴西     |      | 埃默森 |
| 11   | 中国     |      | 白广海 |
| 12   | 巴西     |      | 朱力安 |
| 13   | 中国     |      | 刘金   |
| 14   | 中国     |      | 李丹   |
| 15   | 中国     |      | 乔伦   |
| 16   | 中国     |      | 许辉   |
| 17   | 中国     |      | 王迎旭 |

| 號碼 |      | 位置 | 球員   |
| ---- | ---- | ---- | ------ |
| 18   | 中国 |      | 张远杰 |
| 19   | 中国 |      | 廖玉权 |
| 20   | 中国 |      | 赵大吉 |
| 21   | 中国 |      | 唐炜   |
| 22   | 中国 |      | 刘磊   |
| 23   | 中国 |      | 吴振宇 |
| 24   | 中国 |      | 朴龙达 |
| 25   | 中国 |      | 张智强 |
| 26   | 中国 |      | 吴永君 |
| 27   | 中国 |      | 杨思源 |
| 28   | 中国 |      | 罗笛   |
| 29   | 中国 |      | 于翔   |
| 30   | 中国 |      | 赵爽   |
| 32   | 中国 |      | 邹鹏   |
| 33   | 中国 |      | 唐宇轩 |

## 比赛

### 2004年中国足球甲级联赛
更新日期：2004年11月27日
- 第1轮 轮空
- 第2轮 湘军1-1国力
- 第3轮 亚泰1-1湘军
- 第4轮 湘军1-1武汉
- 第5轮 舜天1-0湘军
- 第6轮 湘军0-3建业
- 第7轮 广州1-1湘军
- 第8轮 中邦0-2湘军
- 第9轮 五牛0-1湘军
- 第10轮 湘军2-2厦门
- 第11轮 西安0-3湘军
- 第12轮 湘军1-1绿城
- 第13轮 科健4-1湘军
- 第14轮 湘军0-2有有
- 第15轮 青岛1-1湘军
- 第16轮 湘军3-1东城
- 第17轮 大连1-0湘军
- 第18轮 轮空
- 第19轮 国力3-1湘军
- 第20轮 湘军1-4亚泰
- 第21轮 武汉1-0湘军
- 第22轮 湘军2-1舜天
- 第23轮 建业1-1湘军
- 第24轮 湘军0-2广州
- 第25轮 湘军0-3中邦
- 第26轮 湘军1-4五牛
- 第27轮 厦门2-2湘军
- 第28轮 湘军1-2西安
- 第29轮 绿城3-1湘军
- 第30轮 湘军4-1科健
- 第31轮 有有1-0湘军
- 第32轮 湘军2-1青岛
- 第33轮 东城2-0湘军
- 第34轮 湘军0-0大连

### 2004年中国足协杯赛
- 第一轮采用单场淘汰制，90分钟打平则进行加时赛，加时赛打平则点球决胜。

| 日期          | 主队     | 比分  | 客队     |
| ------------- | -------- | ----- | -------- |
| 2004年4月11日 | 珠海中邦 | 2 - 0 | 湖南湘军 |